# النسل (الحيمة الخارجية)

تعديل مصدري - تعديل

النسل هي إحدى قرى عزلة يادع بمديرية الحيمة الخارجية التابعة لمحافظة صنعاء، بلغ تعداد سكانها 117 نسمة حسب تعداد اليمن لعام 2004.